# Burn My Eyes
Albums de Machine Head
The More Things Change
(1997)
Singles
1. Davidian
Sortie : 1994
2. Old
Sortie : Mars 1995

Burn My Eyes est le premier album du groupe de thrash metal californien Machine Head. Il est sorti le 9 août 1994 sur le label Roadrunner Records et fut produit par Colin Richardson.

## Historique
Les chansons traitent de sujets assez durs comme les émeutes de 1992 à Los Angeles (Real Eyes, Realize, Real Lies), le siège de Waco (Davidian), la rébellion, l'addiction aux drogues (I'm Your God Now), les abus mentaux et physiques (None But My Own, The Rage to Overcome), la misère etc.
Deux singles seront extraits de l'album, Davidian et Old feront aussi l'objet d'un vidéo clip.
Cet album sera la meilleure vente, pour un premier album, du label Roadrunner Records jusqu'à la parution du premier album de Slipknot. Il sera classé dans quelques charts européens dont ceux du Royaume-Uni (25e place). Selon le magazine Hard Rock 25 000 exemplaires de cet album avaient été vendus en France fin 1995.
La version « Digipack » de l'album contient un titre bonus, une reprise du groupe punk hardcore, Poison Idea, Alan's On Fire. L'édition limitée OZ '95 Tour Edition publiée en Australie contient un CD bonus contenant cinq morceaux en version demo (Death Church, Old, The Rage to Overcome, A Nation on Fire et Real Lies / Fuck It All).
Le groupe tournera intensivement (notamment en première partie de Slayer) pour promouvoir l'album, ce qui entraînera le départ du batteur Chris Kontos en 1995.

## Liste des titres de l'album
- Toutes les musiques sont composés par Machine Head, les paroles sont de Robb Flynn sauf pour Alan's On Fire qui est une reprise du groupe punk hardcore Poison Idea.

1. Davidian - 4:56
2. Old - 4:06
3. A Thousand Lies - 6:14
4. None But My Own - 6:16
5. The Rage To Overcome - 4:46
6. Death Church - 6:34
7. A Nation On Fire - 5:33
8. Blood For Blood - 3:40
9. I'm Your God Now - 5:52
10. Real Eyes, Realize, Real Lies - 2:45
11. Block - 5:00
12. Alan's On Fire - 4:00 (titre bonus sur l'édition digipack)

## Musiciens
- Robb Flynn: chant, guitares.
- Adam Duce: basse, chant.
- Logan Mader: guitares.
- Chris Kontos: batterie percussion.

## Charts
| Pays         | Durée du classement | Meilleur classement |
| ------------ | ------------------- | ------------------- |
| Allemagne    | 11 semaines         | 35e                 |
| Autriche     | 2 semaines          | 29e                 |
| Belgique (W) | 1 semaine           | 164e                |
| Pays-Bas     | 10 semaines         | 45e                 |
| Royaume-Uni  | 4 semaines          | 25e                 |
| Suède        | 3 semaines          | 38e                 |

| Pays      | Certification | Ventes   | Date |
| --------- | ------------- | -------- | ---- |
| Australie | Or            | 35 000 + | 2004 |

Charts single
| Année | Single | Chart            | Durée du classement | Position |
| ----- | ------ | ---------------- | ------------------- | -------- |
| 1995  | "Old"  | UK Singles Chart | 2 semaines          | 43e      |